# Forsan et haec olim meminisse iuvabit

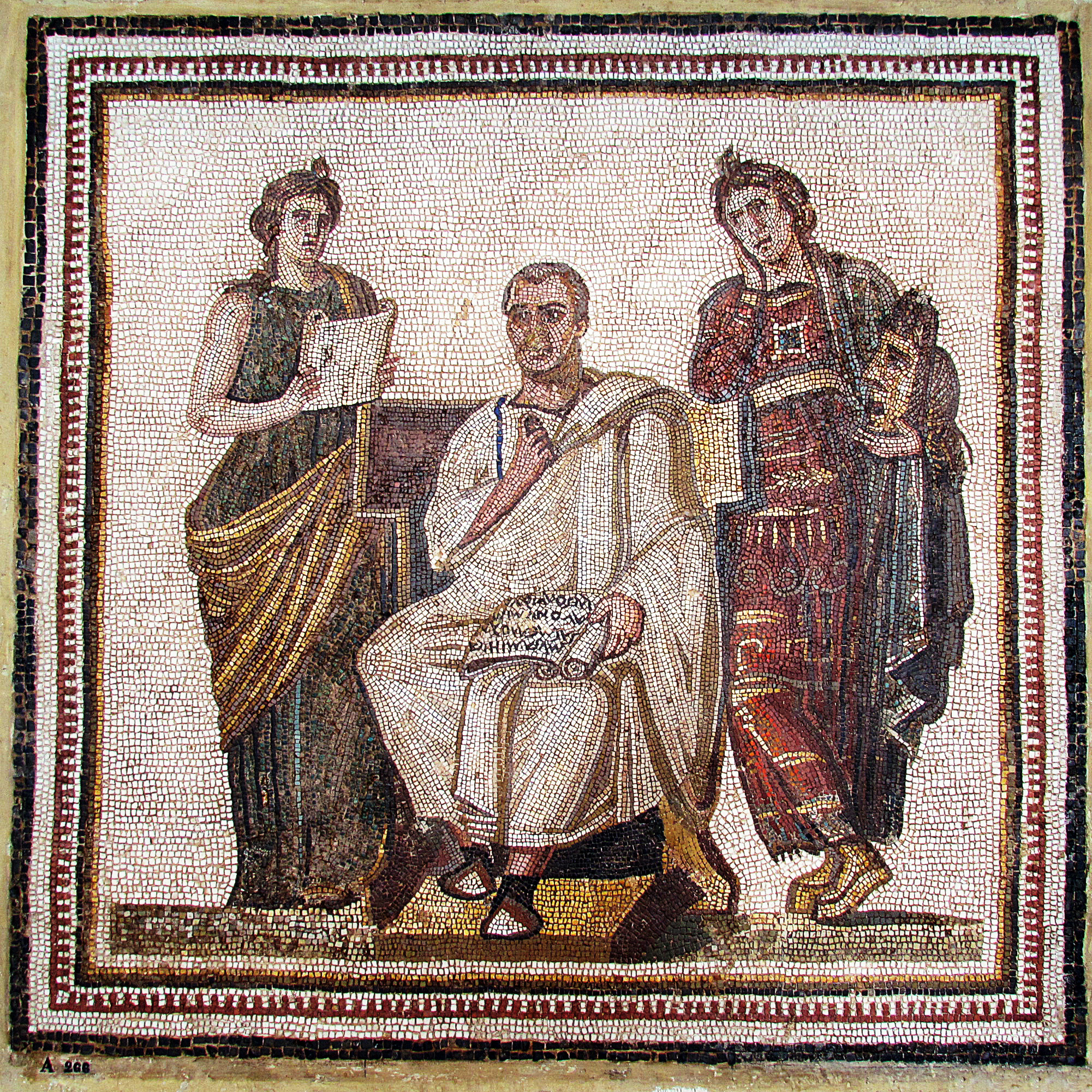
Virgilio con lEneide tra Clio e Melpomene (Museo nazionale del Bardo, Tunisi)

La locuzione latina Forsan et haec olim meminisse iuvabit, tradotta letteralmente, significa "Forse un giorno ci farà piacere ricordare anche queste cose". Sono le parole con le quali Enea faceva coraggio ai compagni nelle avversità della sorte e nei pericoli (Virgilio, Eneide, I, 203).
Il verso fu citato dalla giornalista, poetessa e patriota giacobina e repubblicana Eleonora de Fonseca Pimentel prima della sua uccisione, durante la restaurazione borbonica che seguì la Repubblica Napoletana del 1799.